# Psion Series 5
Psion 5 (Psion Series 5) — карманный (портативный) компьютер (КПК), выпущенный компанией Psion.
Компьютер был выпущен в двух вариантах:
- Series 5 (выпущен в 1997)
- Series 5mx (выпущен в 1999), отличающийся более совершенным процессором, улучшенным экраном и обновлённым программным обеспечением.

Также для немецкого рынка был выпущен вариант Series 5mx Pro, отличительной чертой которого стало то, что операционная система  находилась в RAM, что допускало её обновление.
Для японского рынка была выпущена версия Series 5mx Pro J с локализацией UniFEP от компании Enfour, Inc. (англ.).
Компания Ericsson выпустила модификацию Series 5mx под своей торговой маркой (MC218).

## Описание
Series 5 является развитием Psion Series 3 (Series 4 на рынок не выпускались). Модели Psion 5 и Psion 5mx в целом (внешне и конструктивно) полностью одинаковы, однако их материнские платы и некоторые компоненты (в том числе — шлейф экрана) несовместимы.
Корпус Series 5 выполнен из твёрдого пластика и разделён на две части (сенсорный экран и клавиатура), соединённые между собой шлейфом и направляющими, что позволяет свободно открывать и закрывать устройство.
Одним из конструктивных недостатков модели, выявленном пользователями во время эксплуатации, стало то, что шлейф, соединяющий экран и материнскую плату, во время частого открывания и закрывания устройства ломается, что приводит к появлению черных полос на экране; при сильном износе шлейфа происходит полный отказ экрана.

## Характеристики
Размеры устройства: 17,0 × 9,0 × 2,3 см.
Вес: 350 г (с батареями)
Устройство основано на 32-битном процессоре ARM7100 (тип RISC) с тактовой частотой 18 МГц c 4 или 8 МБ оперативной памяти (в зависимости от варианта поставки).
В Series 5mx и его модификациях использовался процессор ARM710T с 36 МГц и c 16, 24 или 32 МБ оперативной памяти.
Устройство питается от двух пальчиковых батарей типа AA, время работы от одного комплекта — до 35 часов (5mx — до 25 часов). Возможно питание от сетевого адаптера (6 В, 1 A) или от аккумуляторов размера AA. Поскольку устройство не имеет энергонезависимой памяти, сохранение данных во время смены батарей обеспечивает заменяемая батарея CR 2032.
Устройство оборудовано сенсорным LCD-дисплеем с разрешением 640×240 (half-VGA). Экран монохромный, отображающий 16 градаций серого. Физический размер — 133 × 50 мм. Имеется подсветка.
Встроенная клавиатура ноутбучного типа с 53 клавишами считается одной из самых лучших в своем размере. Отдельно на корпус вынесены кнопки управления диктофоном.
Компьютер оборудован разъёмом для карт памяти CompactFlash, интерфейсом RS-232, обеспечивающим обмен со скоростью до 115 Кбит/с, инфракрасным портом IrDA.
Имеется встроенный монофонический динамик и микрофон.
Компьютер работает под управлением 32-битной операционной системы EPOC32 (позднее известная как Symbian OS). Series 5 выпускался с версиями EPOC32 R1-R3, Series 5mx — c обновлённой версией EPOC32 R5 (Release 5).
В системе предустановлены программы для работы с текстовыми документами, электронными таблицами, электронной почтой (R3, R5), заметками, браузер (R3, R5), адресная книга (R5), органайзер, база данных, калькулятор, графический редактор, диктофон, терминал, среда разработки для языка программирования OPL, Java Virtual Machine (R5), приложение для синхронизации с настольным компьютером. В комплекте с некоторыми устройствами также поставлялся браузер Opera 3.62.
На компьютерах семейства Series 5/5mx также возможно установить операционную систему GNU/Linux.

## Series 5 вРоссии
На территории России официальным дистрибьютором линейки Series 5/Series 5mx являлась компания «Galaxy». Крупнейшим дилером и «серым» поставщиком на Российском рынке являлась компания «МакЦентр» (под торговой маркой «Компьютер на ладони»).
Все компьютеры, поставляемые в Россию официально, комплектовались системой локализации «RusPsion» и имели русифицированную клавиатуру. Компания «МакЦентр» устанавливала на часть продаваемых компьютеров собственную, более совершенную систему локализации, «ЭльбРУС 5».